# مقاومت در چکسلواکی در برابر آلمان

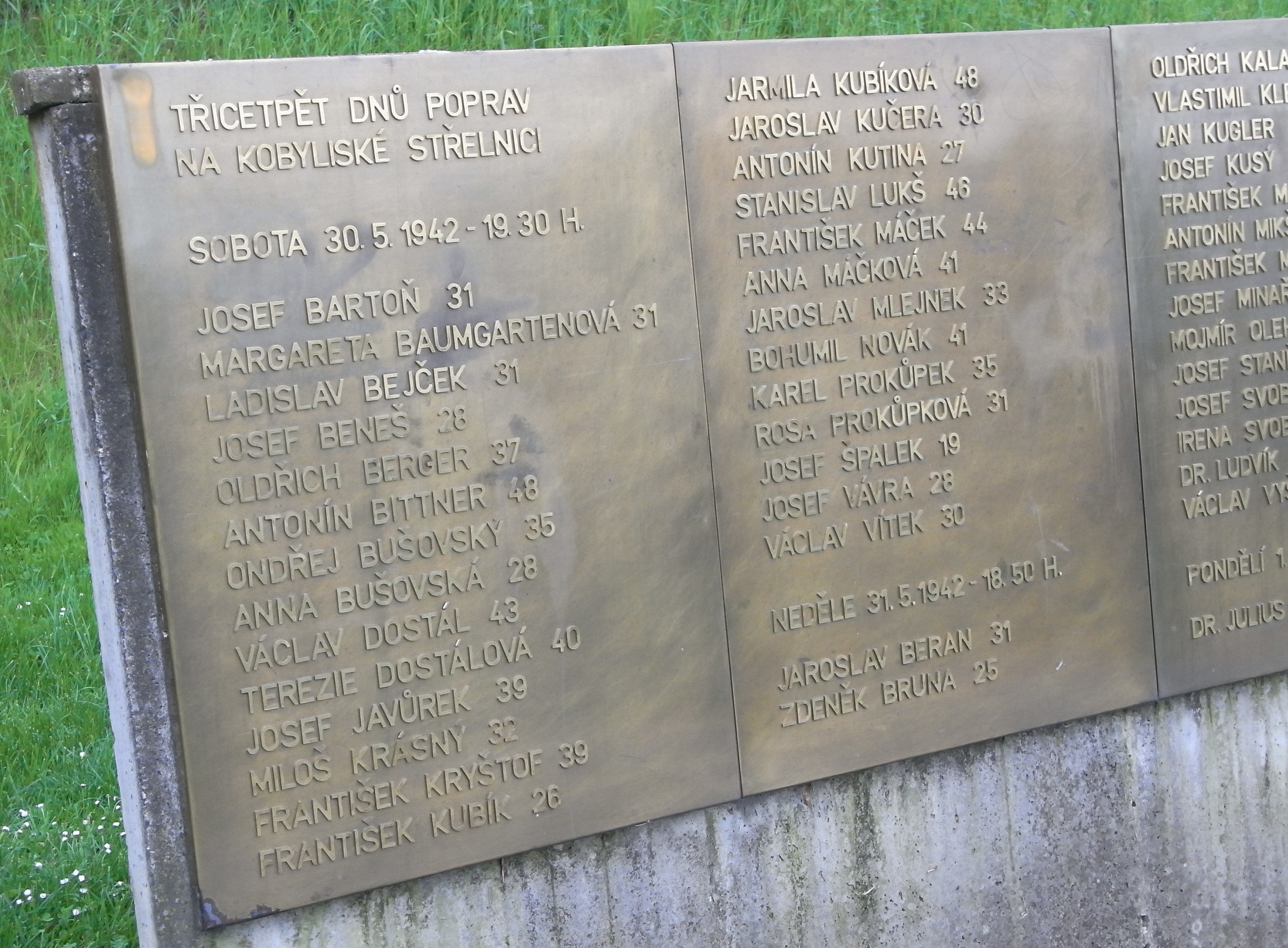
پلاک یادبود با نام از قربانیان در محدوده عکسبرداری Kobylisy در پراگ، که در آن بیش از ۵۰۰ چک در ماه مه و ژوئن ۱۹۴۲ اعدام شدند.

مقاومت در چکسلواکی اشغال شده توسط آلمان (به انگلیسی Resistance in German-occupied Czechoslovakia) مقاومت جمهوری چک در برابر اشغالگران آلمان نازی در جریان جنگ جهانی دوم موضوعی است که به دلیل مقاومت رسمی کم و سیاست مؤثر آلمان که عملیات مقاومت را مانع می‌شد یا سازمان مقاومت را در هم می‌شکست به ندرت مستند شده‌است. در اولین روزهای جنگ، مردم چک حمل و نقل عمومی را بایکوت کردند و چندین تظاهرات بزرگ را نیز به راه انداختند.

## روز جهانی دانشجو
روز جهانی دانشجو (International Students' Day) یادآور سالگرد تهاجم نازی‌ها به دانشگاه پراگ در سال ۱۹۳۹ و تظاهرات علیه اشغال چکسلواکی توسط آلمان نازی است. آلمان نازی تمامی دانشگاه‌ها و کالج‌های چک را بست. نزدیک به ۱۲۰۰ دانشجو را به کمپ‌های کار اجباری فرستاد و ۹ نفر از رهبران دانشجویان را در ۱۷ نوامبر اعدام کرد.

## اتحاد گروه‌های مقاومت ÚVOD
شبکه مقاومت چک که از سال‌های اولیه جنگ دوم جهانی وجود داشت تحت فرماندهی ادوارد بنش رئیس‌جمهور چکسلواکی عمل می‌کرد. او با فرانتیسک موراوک رئیس اطلاعات نظامی، عملیات مقاومت را از تبعیدگاهش در لندن هماهنگ می‌کرد و به دلیل ظلمی که آلمان‌ها اعمال می‌کردند گروه‌های اصلی مقاومت تحت فرماندهی مرکزی مقاومت داخلی یا (Ústřední vedení odboje domácího, ÚVOD) قرار گرفتند. این فرماندهی به عنوان هماهنگ‌کننده اصلی مخفی میان گروه‌های مقاومتی عمل می‌کرد که در سال ۱۹۴۱ وجود داشت. هدف دراز مدت فرماندهی این بود که تا آزادی چکسلواکی از اشغال نازی‌ها به عنوان دولت سایه عمل کند.
سه گروه مقاومت اصلی که تحت فرمان ÚVOD عمل می‌کردند عبارت بودند از: مرکز سیاسی (Politické ústředí, PÚ), کمیته پتیسیون ما وفادار باقی می‌مانیم" "(Petiční výbor Věrni zůstaneme, PVVZ)، و دفاع ملی (Obrana národa, ON). این سه گروه در اساس دمکرات بودند و با چهارمین گروه رسمی مقاومت یعنی حزب کمونیست چکسلواکی Communist Party of Czechoslovakia (KSČ) مخالف بودند. اغلب اعضای این گروه‌ها افسران سابق در ارتش متلاشی شده چکسلواکی بودند. در سال ۱۹۴۱ فرماندهی مرکزی مقاومت داخلی ÚVOD پلاتفرم سیاسی طراحی شده توسط گروه چپگرای PVVZ، را با عنوان "برای آزادی و بسوی یک جمهوری چک جدید تأیید کرد. در این اقدام فرماندهی مرکزی مقاومت داخلی هم پیمانی خود را با ایده‌های توماس ماساریک رئیس‌جمهور سابق چکسلواکی دمکراتیک، اعلام کرد.
علاوه بر مسؤلیت هماهنگی میان لندن و پراگ، فرماندهی مرکزی مقاومت داخلی همچنین مسئول انتقال گزارش‌های اطلاعاتی و نظامی نیز بود. این مرکز ابتدا از طریق یک ایستگاه رادیویی مخفی، که می‌توانست مردم چک را تحت پوشش قرار دهد عمل کرد. با این حال، فرماندهی مرکزی مقاومت داخلی اطلاعات و گزارش‌های نظامی نادرست نیز می‌داد و برخی اوقات این کار عمدی بود.
اغلب اوقات فرماندهی مرکزی مقاومت داخلی با گزارش‌های دروغ تلاش می‌کرد وضعیت نظامی را خوب جلوه دهد و روحیه یا انگیزه مقاومت در برابر آلمان‌ها را تقویت کند.

## مقاومت چک و ترور هایدریش

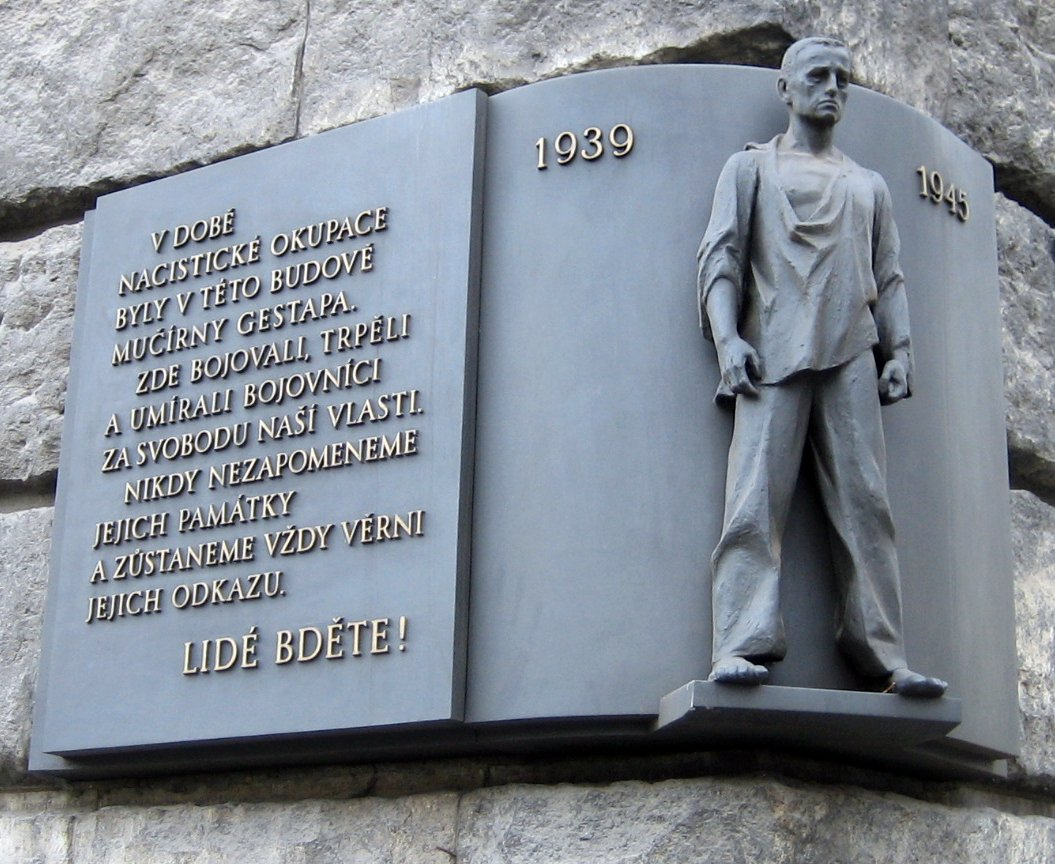
پلاکی در گوشه‌ای از کاخ پت چک، یادآور مقاومت چک‌ها و قربانیان دادگاه هایدریش است. victims of Heydrich's courts martial

مهم‌ترین عمل مقاومت چکسلواکی ترور راینهارد هایدریش فرماندار نازی ناحیه تحت‌الحمایه بوهمیا و موراویا در بیست و هفتم ماه مه سال ۱۹۴۲ به‌دست یان کوبیش و یوزف گابچیک سربازهای چک بود. در پایان ماه سپتامبر هایدریش قصد داشت تقریباً تمامی اعضای مقاومت را دستگیر کند و در قطع ارتباط میان بخش‌های مختلف فرماندهی مرکزی و لندن نیز موفق شد. عکس‌العمل نازی‌ها در مقابل ترور هایدریش نابودی یک گروه مخفی و مؤثر چک در سال ۱۹۴۲ بود. نازی‌ها دو روستای لیادیس و لزاکی را ویران کردند و همه مردان دهکده لیادیس را تیرباران کردند. در اکتبر سال ۱۹۴۲ دادگاه‌های آلمانی ۱۳۳۱ نفر را در مناطق اشغالی خود اعدام کردند، هزار یهودی را مستقیماً از پراگ به اردوگاه کار اجباری مات هاوزن Mauthausen concentration camp بردند و ۲۵۲ نفر دیگر نیز به دلیل دست داشتن در طرح ترور به همین کمپ روانه شدند. سرانجام با شروع انتقام گیریهای نازی‌ها اعضای باقی‌مانده گروه مقاومت ملی نیز دستگیر شدند.